# الدوري الفنزويلي الممتاز 1951
الدوري الفنزويلي الممتاز 1951 هو موسم من الدوري الفنزويلي الممتاز. فاز فيه Universidad Central de Venezuela F.C. ‏.